# سطو

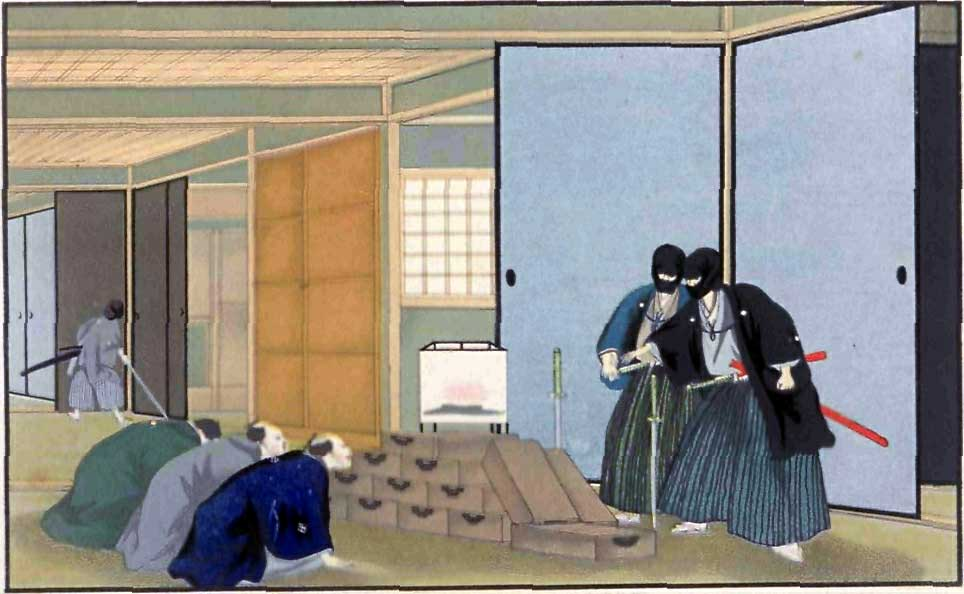
رونين يسرق منزل تاجر في اليابان حوالى سنة 1860.

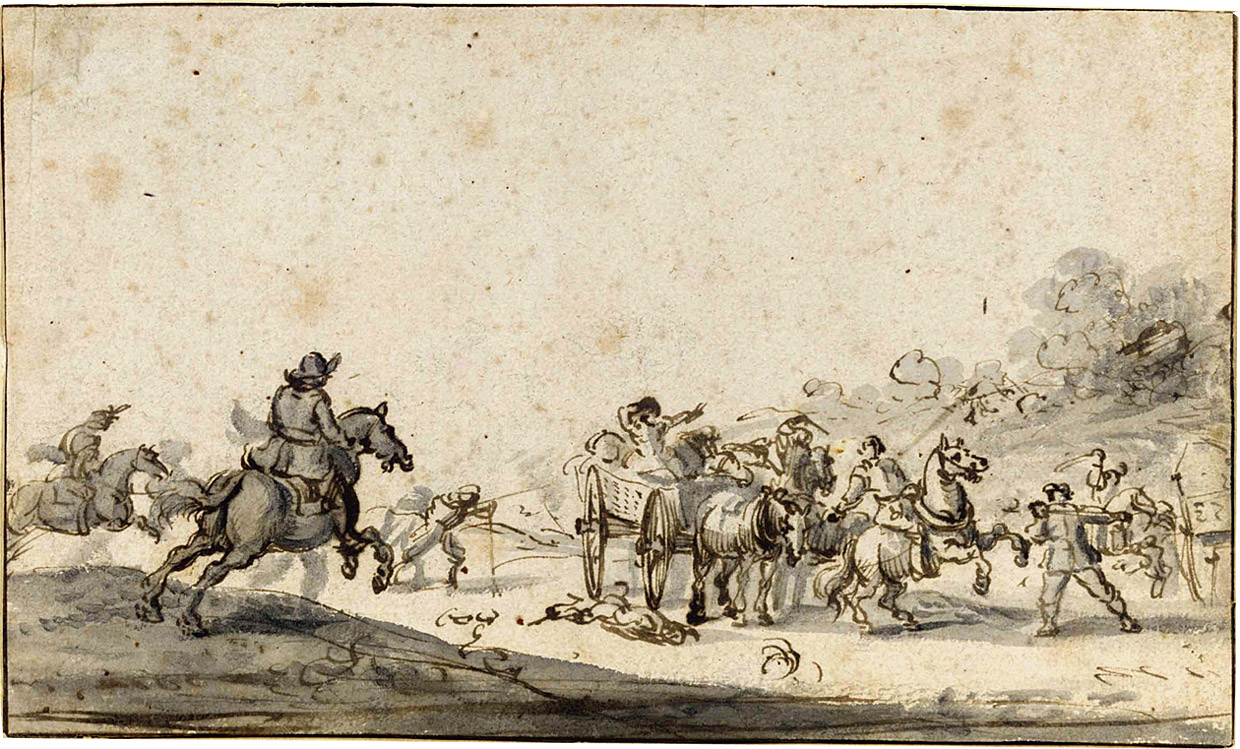
اللصوص يقمون بمهاجمة مجموعة من المسافرين، رسمت بواسطة جاك كورتوا

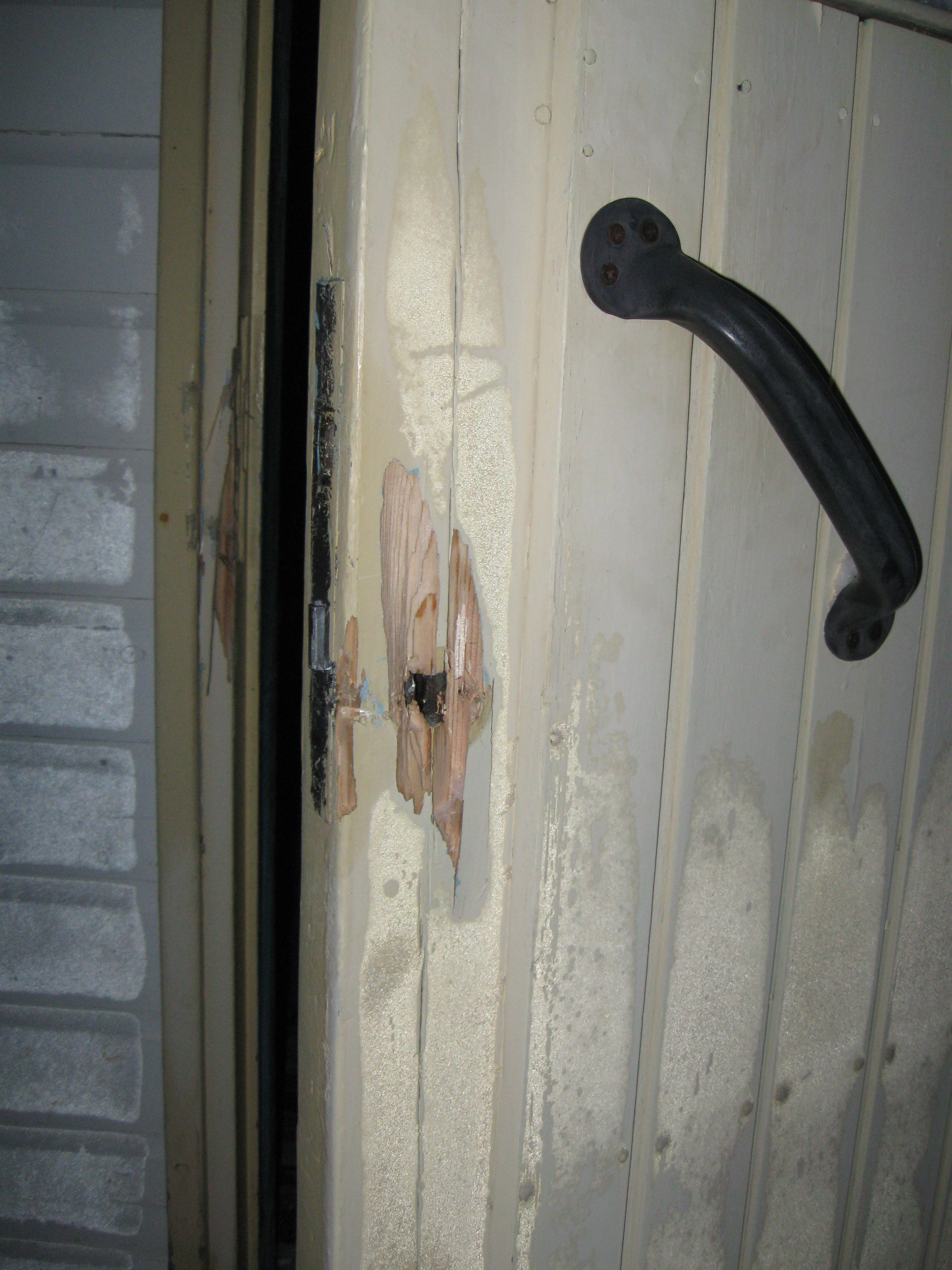
كسر قفل الباب بغرض السطو

السطو هو الدخول غير القانوني إلى مبنى أو مناطق أخرى لارتكاب جريمة. عادة ما تكون هذه الجريمة سرقة. وأحياناً يكون فيها أخذ أو محاولة أخذ شيء ذو قيمة بالقوة أو التهديد باستخدام القوة أو عن طريق وضع الضحية في حالة خوف.
السطو لغة  سطو - سَطْوٌ: [ س ط و ]. (مصدر سَطا). «تَمَكَّنَ مِنَ السَّطْوِ عَلَى الْمَنْزِلِ لَيْلاً»: سَرِقَتُهُ بِالهُجُومِ عَلَيْهِ. «السَّطْوُ عَلَى الأَعْدَاءِ»: الهُجُومُ عَلَيْهِمْ قَهْراً وَبَطْشاً.المعجم: الغني

## مقدمة
السطو قد يكون بقصد السرقة، وقد يكون بقصد ارتكاب جناية وبصفة عامة نجد أن كل من سطا على قسم من بناية، داخليا كان أم خارجيا. أو فتح بابا أو نافذة أو أي شيء أخر منها، سواء أكان بفتح القفل أو بكسر الباب أو النافذة أو الشيء أو الممر أو بسحبه أو بدفعه أو بأي طريقة أخرى، يعتبر أنه سطا على البناية).
- السطو قانونياً  في القانون العام، يتم تعريف السرقة وأخذ ممتلكات أخرى، بقصد حرمان شخص من تلك الممتلكات بشكل دائم، عن طريق القوة أو الخوف.[5]

وهي جريمة اختلفت قوانين الدول في تعريفها، وينطبق تعريف السطو على الجريمة حينما يدخل أحد الأشخاص منزلاً أو مكان عمل شخص آخر دون إذن بغرض ارتكاب جريمة خطيرة.
ويخلط كثير من الناس بين السطو وجريمة السرقة، إذ إن بينهما فرقًا كبيرًا؛ فالمجرم يرتكب جريمة السرقة بسلبه شيئًا من شخص آخر بالقوة، أو بالتهديد، أو بالعنف، أما المجرم الذي يرتكب جريمة السَّطو، فيدخل المنزل أو المبنى بنيَّة السرقة، أو ارتكاب جريمة أخرى. ويحدث هذا من جانب المجرم دون الاحتكاك بأيّ شخص بالداخل، وعلى ذلك فالمجرم يسلب الناس، ويسطو على المنازل. والسّطو جريمة خطيرة يعاقب عليها القانون.
أنه يقال عن الشخص الذي يتعدى على الأمكنة بأنه يرتكب جريمة السطو على الأمكنة إذا توصل إلي الدخول فيها بأية طريقة من الطرق

## شروط السطو
ويشترط توافر عدة شروط للسطو على ضوء التعريف السابق:
1. الدخول لقسم من البناية يعتبر دخول الجاني إلى بناية المجنى عليه بأي طريق غير قانوني ركنا من أركان جريمة السطو، لا تصلح الجريمة بدونه وسواء أكان هذا الدخول لقسم داخلي: كدخول غرف النوم أو المطبخ، أم خارجي: كدخول الحوش أو الشرفة. ويعتبر من قبيل السطو دخول الجاني البناية متوسلا إلى ذلك بتهديد صاحب البناية أو خادمه أو من يسكن معه أو باستعمال الحيلة أو بالتواطئ مع أي شخص فيها أو إذا دخل مدخنة تلك البناية.
2. فتح باب أو نافذة أو درفة أو أي شيء اخر من البناية قيام الجاني بفتح أي من مداخل البناية يعتبر من قبيل السطو سواء أكان ذلك بفتح القفل أو بكسر الباب أو النافذة أو الممر أو بسحبه أو بدفعه أو رفعه أو بأية وسيلة أخرى تمكنه أو غيره من ولوج المكان لتحقيق غايته. أما الكسر فيتحقق باستخدام الجاني أي وسيلة من وسائل العنف لفتح مدخل مدخل معد للاغلاق.
3. دخول الجاني البناية أو جزء من جسمه أو الألة التي يستعملها قد يقوم الجاني بادخال يده من نافذة البيت ويلتقت المال محل السرقة، فانه يعتبر في هذه الحالة قد سطا على المسكن وسرق منه، وكذلك إذا ادخل سنارة صيد الأسماك مثلا وانتشل بضائع عبر فتحه في سقف محل تجاري، فالمشرع لا يشترط لا يشترط أن يدخل الجاني جسمه كله حتى يعتبر أنه سطا على البناية.[8][9]

- السطو بقصد ارتكاب جناية ليس بالضرورة أن يسطو الجاني على البنايات للسرقة منها، فقد يسطو لارتكاب جناية معينة: كالاغتصاب أو القتل أو الخطف أو التزوير.كما أنه من المتصور قيام عدد من الجناة بالسطو على بيت سكن وهم مدججين بالسلاح، فاذا استعملو العنف الفعلي بالأسلحة التي بحوزتهم أو هددوا باستعمالها، فهنا تعدد الجرائم بتعدد السلوكيات الي اقترفوها، فيوجه لهم تهم عديدة هي: السطو على بيت سكن وارتكاب جناية وهي السلب وكذلك التهم الخاصة بالسلاح.

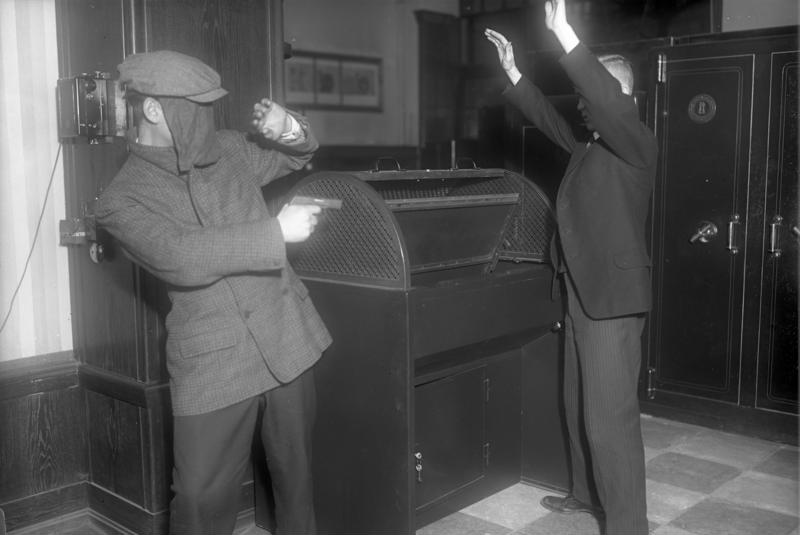
الأرشيف الفيدرالي 102-12763، السطو على بنك
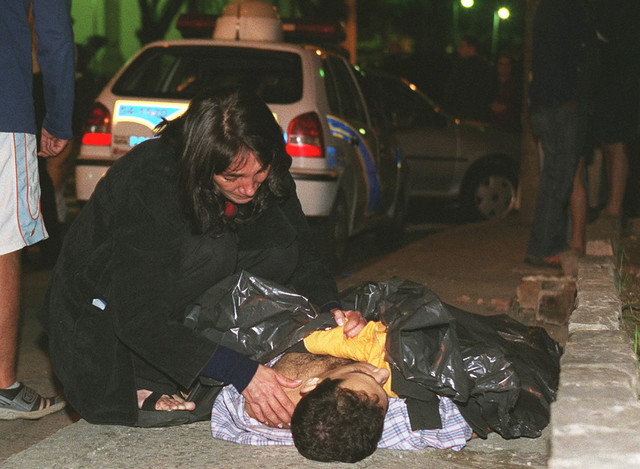
وفاة صحفي بعد السطو
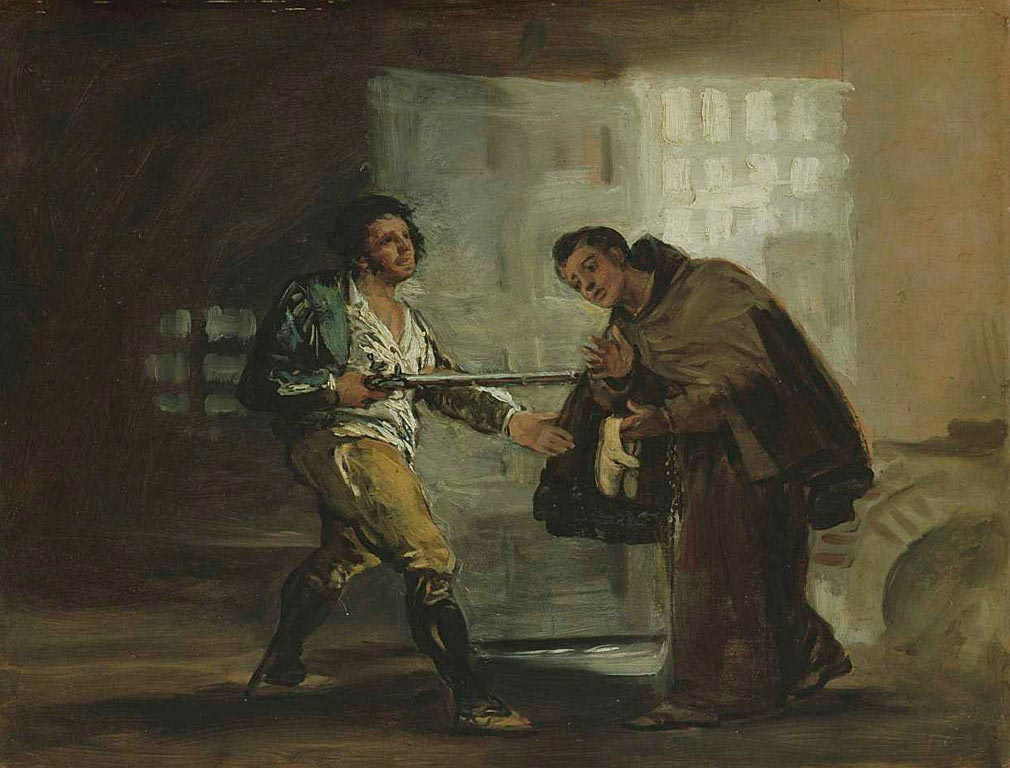
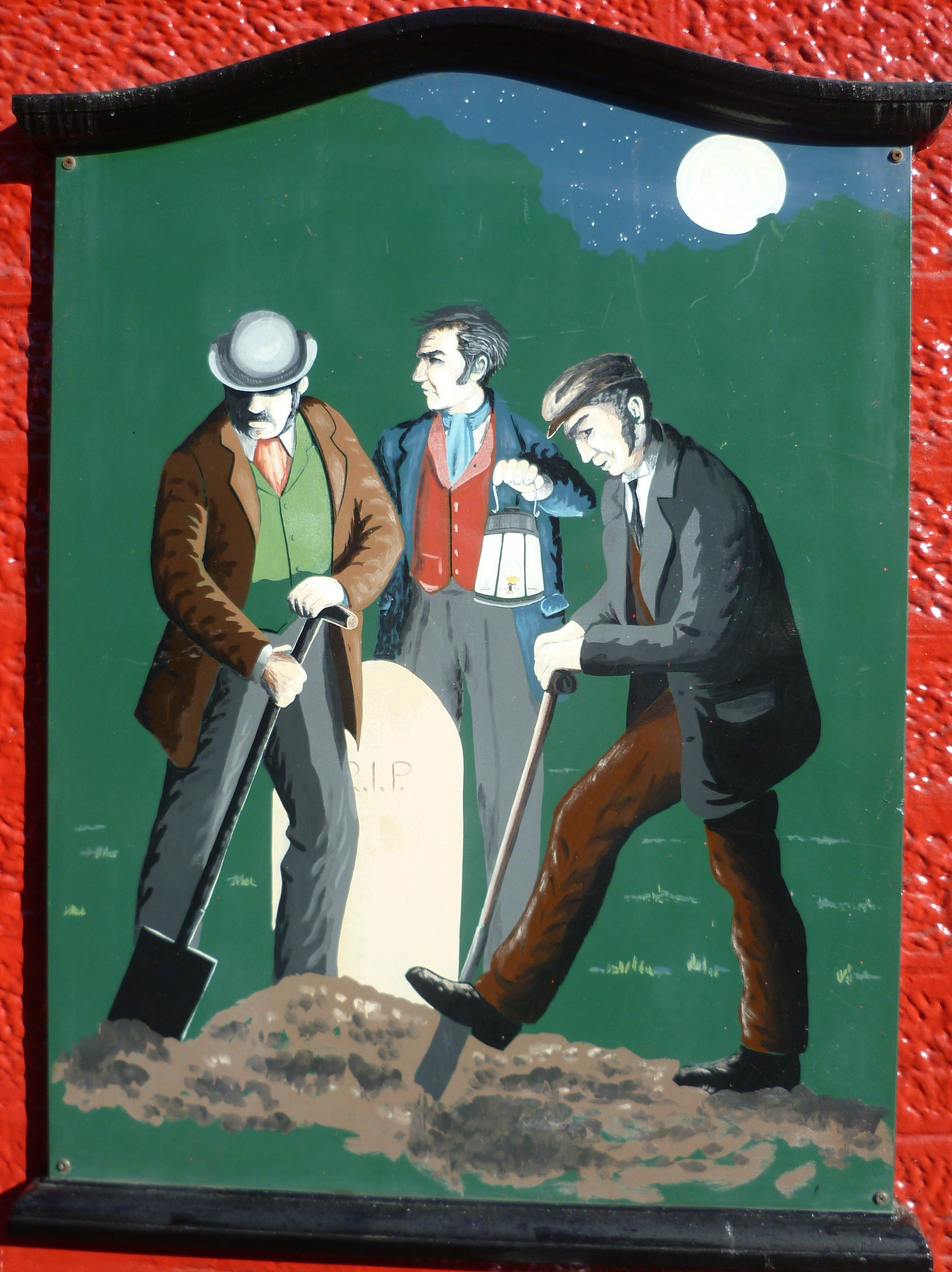

## جريمة الحرابة في الشريعة الإسلامية
الحرابة هي قطع الطريق أو هي السرقة الكبرى . وجريمة الحرابة وأن سميت بالسرقة الكبرى إلا أنها لا تتفق تمام الاتفاق مع السرقة، فالسرقة أخذ المال خفية والحرابة هي الخروج لأخذ المال على سبيل المغالبة
- فركن السرقة الأساسي هو أخذ المال فعلاً
- وركن الحرابة هو الخروج لأخذ المال سواء أخذ مالاً أم لم يؤخذ، والسارق يعتبر سارقاً إذا أخذ المال خفية أما المحارب فيعتبر محارباً في حالات هي:
- الأولى: إذا خرج لأخذ المال على سبيل المغالبة فأخاف السبيل ولم يأخذ مالاً ولم يقتل أحداً.
- الثانية: إذا خرج لأخذ المال على سبيل المغالبة فأخذ المال ولم يقتل أحداً.
- الثالثة: إذا خرج لأخذ المال على سبيل المغالبة فقتل ولم يأخذ مالاً.
- الرابعة: إذا خرج لأخذ المال على سبيل المغالبة فأخذ المال وقتل.[10]

## رأي علم النفس
إن ضعف الوازع الديني به يتحول المجرم من شخصية المهاجم إلى شخصية المدافع عن نفسه في اللحظة التي يراه فيها صاحب المنزل، إما توهماً منه أنه يفلت من العدالة أو أنه يتخلص من الشخص الذي عرفه. كما أن للبيئة والمناخ الذي يعيش فيه المجرم. أثراً على شخصيته والأوضاع الاقتصادية والبطالة تتسبب في ظهور الشخصيات الإجرامية، وهناك أمر مهم وهو مشكلات عدم التوافق وتقبل الذات تجعل الفرد غير متقبل لنفسه أو متقبل لغيره، فإما أنه يحس أنه مظلوم وأن كل شيء أمامه ملك له، أو أنه أحسن وأفضل من غيره. فكيف يكون أقل منهم.
- ومن فطرة البشر أن يفرز الجسم انزيمات أو هرمونات تفسر إحساسه في كل لحظة، فعندما يحس السارق أنه فشل في السرقة بسبب اكتشافه يتحول تفكيره إلى الانتقام من هذا الشخص المكتشف بأي أسلوب كان، إما قتله أو محاولة قتله، لذلك كان يوصي الرسول ﷺ إذا غضب أحدكم خير له أن يغير من وضعه.
- أن توفر وسائل الجريمة والأسلحة المختلفة في متناول اليد وبيعها في السوق دون رقابة تهيء الفرصة لأصحاب النفوس الضعيفة لاستغلالها، وأشارت إلى أن الإدمان يكون سبباً أساسياً في اتساع دائرة الجرائم وهناك تفشي ظاهرة الخلافات الأسرية وتفكك المجتمع بسبب الانفتاح والعولمة.[11]

## جمهورية أيرلندا
السطو هي جريمة قانونية في جمهورية أيرلندا. يتم إنشاؤه من قبل القسم 14 (1) من [القضاء الجنائي (السرقة والجرائم الاحتيال) لعام، 2001]، والتي تنص على:

## المملكة المتحدة

### انكلترا وويلز
السطو هي جريمة قانونية في انجلترا وويلز.
السرقة المشددة السطو هو الجريمة الوحيدة من جرائم السرقة المشددة.

## وصلات خارجية
- Allen, Michael. (2005). Textbook on Criminal Law. Oxford: Oxford University Press. ISBN 0-19-927918-7.
- Criminal Law Revision Committee. 8th Report. Theft and Related Offences. Cmnd. 2977
- Griew, Edward. Theft Acts 1968 & 1978. London: Sweet & Maxwell. ISBN 0-421-19960-1
- Ormerod, David. (2005). Smith and Hogan Criminal Law, London: LexisNexis. ISBN 0-406-97730-5
- Smith, J. C. (1997). Law of Theft. London: LexisNexis. ISBN 0-406-89545-7